# East Swallowfield
East Swallowfield var en civil parish från 1866 till 1894 då den blev en del av Swallowfield, i grevskapet Berkshire, i England. Civil parish var belägen 9 km från Reading och hade 363 invånare år 1891.